# フルクトシド

フルクトース

フルクトシド(Fructoside)は、フルクトースの配糖体である。

## フルクトシルトランスフェラーゼ
フルクトース基を分子に付加する酵素は、フルクトシルトランスフェラーゼと呼ばれる。以下のような例がある。
- アルドース β-D-フルクトシルトランスフェラーゼ
- 2,1-フルクタン:2,1-フルクタン 1-フルクトシルトランスフェラーゼ
- 6G-フルクトシルトランスフェラーゼ
- イヌリンフルクトトランスフェラーゼ (DFA-I-生成)
- イヌリンフルクトトランスフェラーゼ (DFA-III-生成)
- レバンフルクトトランスフェラーゼ (DFA-IV-生成)
- レバンスクラーゼ